# Удо, Жак
Жак Удо (фр. Jacques Oudot; 21 декабря 1913 — 13 июля 1953) — французский фармацевт, врач, специалист по сосудистой хирургии, участник второй французской гималайской экспедиции, покорившей Аннапурну.

## Биография
Жак Удо родился в городе Мелён, где его отцу, Луи Эрнесту Удо, принадлежала аптека на улице Амбруаз. Там же, в Мелёне он с отличием окончил лицей Жака Амиота, получив диплом врача и фармацевта. Работал кардиологом в больнице Сальпетриер в Париже, где ассистировал профессору Анри Мондору в первых операциях по пересадке кровеносных сосудов.
В 1947 году возглавил хирургическую клинику при медицинском факультете.
В 1950 году в качестве экспедиционного врача принял участие во второй французской гималайской экспедиции, покорившей первый восьмитысячник, Аннапурну. Во время возвращения экспедиции в полевых условиях проводил ампутацию пальцев рук и ног членам экспедиции Морису Эрцогу и Луи Лашеналю.
17 августа 1950 года был удостоен кавалерского креста Ордена почетного легиона.
14 ноября 1950 года впервые в истории произвел иссечение окклюдированного участка аорты у 51-летней пациентки, страдавшей синдромом Лериша, заменив его артериальным гомошунтом из материала, взятого 24 днями ранее у трупа. Шесть месяцев спустя, когда у пациентки развилась окклюзия правой ветки аорты, впервые в мире вживил ей байпасс от левой ветки, используя артериальный гомошунт.
13 июля 1953 года погиб в автомобильной аварии. Похоронен в семейном склепе на кладбище в Даммари-ле-Лис.

## Сочинения
- Oudot J., Beaconsfield P. Thrombosis of the aortic bifurcation treated by resection and homograft replacement: report of five cases // AMA Arch Surg. 1953;66(3):365-374